# The Secret of the Telegian
Pour plus de détails, voir Fiche technique et Distribution.
The Secret of the Telegian (電送人間, Densō ningen, litt. « L'Homme à transmission électrique ») est un film japonais réalisé par Jun Fukuda, sorti en 1960, et dont les effets spéciaux sont assurés par Eiji Tsuburaya. Produit et distribué par la Tōhō, il s'agit du deuxième film de la « trilogie des mutants » après L'Homme H (1958) et avant The Human Vapor (1960), eux-mêmes inspirés par The Invisible Avenger (1954) de Motoyoshi Oda.
Il raconte l'histoire d'un caporal qui échappe à un meurtre avec un scientifique lui-aussi menacé. Les deux hommes se cachent alors dans une ferme isolée où le scientifique met au point un système pour téléporter instantanément la matière. Le caporal utilise alors ce pouvoir pour se venger de ceux qui ont voulu les tuer.
Le film est décrit rétrospectivement comme un « thriller au rythme effréné avec une touche de science-fiction » ou encore comme « l'un des meilleurs films de science-fiction de pur divertissement que le studio (Tōhō) a produit à ce jour ». Une autre critique récente trouve qu'« il y a tellement d'éléments bizarres que c'en est divertissant, malgré une prépondérance de scènes ennuyeuses de personnes en costumes ayant des réunions sur les crimes ».

## Synopsis
Dans l'attraction d'un parc de loisirs appelée la « Grotte des horreurs », un homme est poignardé à mort et le tueur laisse derrière lui une plaque d'identité plaquée or, une note demandant à la victime de venir le rencontrer sur place et un morceau de fil de transistor Cryotron (en). Le journaliste Kirioka (Kōji Tsuruta), son ami d'enfance, l'inspecteur Kobayashi (Akihiko Hirata), et la police dirigée par le capitaine Onosaki (Yoshio Tsuchiya) commencent à enquêter. Ils découvrent des indices qui les mènent à une boîte de nuit à thème militaire appelée Military-Land Cabaret et suspectent son propriétaire Onishi.
Kirioka, Kobayashi et Onosaki découvrent finalement que 14 ans auparavant, Onishi, la victime, l'agent de renseignement Takashi et le contremaître de Construction Corp. Taki avaient tous été des soldats chargés de protéger les expériences top secrètes du scientifique et ingénieur électricien Kajirō Nikki visant à créer des armes électroniques. Cependant, les quatre avaient utilisé le scientifique pour transporter discrètement de l'or volé à la place. Ils avaient fait face à l'opposition du caporal Tsudo, qui avait insisté sur le fait que l'or appartenait au peuple japonais, mais Onishi et ses complices avaient tué Tsudo et Nikki et caché les corps et l'or dans une grotte avant de s'échapper de justesse après sa destruction à la dynamite. Lorsque les quatre étaient revenus sur place un an plus tard, ils avaient découvert que les cadavres et l'or avaient disparu.
En réalité, Tsudo et Nikki étaient toujours vivants et s'étaient cachés dans une ferme isolée. Au fil des années, le scientifique avait mis au point un appareil de téléportation capable de déplacer la matière d'un endroit à un autre en quelques secondes. À l'insu de Nikki, Tsudo utilise la machine pour se venger de ceux qui ont voulu les tuer en utilisant les plaques d'identité pour symboliser leur condamnation à mort, en envoyant à ses victimes une cassette audio ou une note détaillant ses intentions et en les poignardant avec un baïonnette.
Kirioka, Kobayashi et Onosaki retrouvent Tsudo à sa ferme, mais sont incapables de prouver qu'il est le tueur malgré la découverte de Nikki et de ses machines. Parallèlement, Taki est tué alors qu'il est en garde à vue tandis qu'Onishi se cache dans un village côtier isolé. Cependant, Tsudo savait qu'il se rendrait là-bas et lui avait envoyé un émetteur de téléportation pour qu'il puisse réussir à le tuer. La police donne la chasse, mais Tsudo récupère un émetteur caché et commence à se téléporter, avant que des tremblements n'endommagent le récepteur et provoquent la dissolution de Tsudo dans le néant.

## Fiche technique
- Titre : The Secret of the Telegian
- Titre original : 電送人間 (Densō ningen?)
- Réalisation : Jun Fukuda
- Scénario : Shinichi Sekizawa (en)
- Production : Tomoyuki Tanaka
- Musique : Sei Ikeno
- Photographie : Kazuo Yamada
- Montage : Kazuji Taira
- Société de production et de distribution : Tōhō
- Pays de production :  Japon
- Langue originale : japonais
- Format : couleur
- Genre : fantastique
- Durée : 85 minutes
- Dates de sortie :
  - Japon : 10 avril 1960
  - États-Unis : 21 juillet 1961

## Distribution
- Tadao Nakamaru : Sudo, alias Goro Nakamoto
- Kōji Tsuruta : le journaliste Kirioka
- Akihiko Hirata : l'inspecteur Kobayashi
- Yoshio Tsuchiya : le capitaine Onosaki
- Seizaburo Kawazu : Masayoshi Onishi, le directeur de la boîte de nuit
- Sachio Sakai : Taki
- Yoshifumi Tajima (en) : Syogen, le gérant de la boîte de nuit
- Fuyuki Murakami : le scientifique Miura
- Takamaru Sasaki : Takaki
- Shin Otomo : le courtier Sukimoto
- Ikio Sawamura : l'annonceur de parc d'attractions
- Ren Yamamoto : un inspecteur
- Akira Kitano, Yutaka Nakayama, Yutaka Sada, Tadashi Okabe : des policiers
- Hideyo Amamoto, Nadao Kirino et Shoichi Hirose (en) : les hommes de main d'Onishi
- Senkichi Omura et Hironobu Wakamoto : des pêcheurs
- Yasuhisa Tsutsumi et Tatsuo Matsumura : des fonctionnaires
- Akira Sera : l'annonceur du club
- Koji Uno : un camionneur

## Production
Écrit par Shinichi Sekizawa (en) en 1959, Ishirō Honda devait à l'origine réaliser ce film, mais il doit refuser pour réaliser La Bataille interplanétaire (1959), qui est retardé en raison de la production à la place de La Naissance du Japon (1959). Pour le remplacer, la Tōhō choisit Jun Fukuda, qui avait auparavant été assistant réalisateur sur Rodan. Honda continuera cependant à travailler sur la « trilogie des mutants » avec le dernier film : The Human Vapor (1960).

## Sortie
The Secret of the Telegian sort au Japon le 10 avril 1960 en couleur et en TohoScope (en). Il est distribué aux États-Unis avec des sous-titres anglais par Herts-Lion International qui diffusera plus tard le film directement à la télévision américaine dans une version recadrée et en noir et blanc. Le film est projeté en salles à Los Angeles le 21 juillet 1961.